# Further Seems Forever
Further Seems Forever es una banda de emo y indie rock, considerada también cristiana debido a la orientación religiosa de muchos de sus miembros, a pesar de que los mismos no la consideran como una banda cristiana[cita requerida]; formada en 1998 en Pompano Beach, Florida por Josh Colbert, Nick Domínguez, Chad Neptune y Steve Kleisath, tras la ruptura de la banda de hardcore cristiana Strongarm. Los cuatro exmiembros de esa banda reclutaron a Chris Carrabba para formar Further Seems Forever. La banda tuvo 3 cambios de vocalista durantes sus 3 primeros discos, originalmente fue Chris Carrabba quien grabó su disco debut "The moon is down" (2001), antes de partir para formar "Dashboard Confessional". Este fue reemplazado por Jason Gleason, quien grabó "How to start a fire" (2003) pero dejó la banda al siguiente año. Posteriormente se unió Jon Bunch quien grabó "Hide Nothing" (2004). La banda se desintegró en 2006 debido a que cada integrante deseaba dedicarse un tiempo a su vida familiar. Sin embargo, volvieron a reunirse en el 2010 con el vocalista original Chris Carrabba.

## Discografía

### Álbumes de estudio
| Año                                    | Detalles del álbum                                                                                      | Mejores posiciones en listas | Mejores posiciones en listas | Mejores posiciones en listas |
| Año                                    | Detalles del álbum                                                                                      | US                           | US                           | US                           |
| Año                                    | Detalles del álbum                                                                                      | Billboard 200                | Christian                    | Heatseekers                  |
| -------------------------------------- | --- | ---------------------------- | ---------------------------- | ---------------------------- |
| 2001                                   | The Moon Is Down - Lanzamiento: 27 de marzo de 2001 - Discográfica: Tooth & Nail - Formato: CD, LP      | —                            | —                            | —                            |
| 2003                                   | How to Start a Fire - Lanzamiento: 11 de febrero de 2003 - Discográfica: Tooth & Nail - Formato: CD, LP | 133                          | 6                            | 1                            |
| 2004                                   | Hide Nothing - Lanzamiento: 24 de agosto de 2004 - Discográfica: Tooth & Nail - Formato: CD, LP         | 122                          | 4                            | 3                            |
| 2012                                   | Penny Black - Lanzamiento: 23 de octubre de 2012 - Discográfica: Rise - Formato: CD, LP                 |                              |                              |                              |
| "—" denota que no entró en los charts. | |                              |                              |                              |

## Miembros
- Chris Carrabba - cantante (1998-2002) (2010-actualidad)
- Josh Colbert - guitarra (1998-2006)
- Derick Córdoba - guitarra (2002-2006)
- Steve Kleisath - batería (1998-2006)
- Chad Neptune - bajo (1998-2006)

### Antiguos miembros
- Nick Domínguez - guitarra (1998-2001)
- Jason Gleason - cantante (2002-2004)
- Jon Bunch - cantante (2004-2006)